# Inca de Watkins
El inca de Watkins (Incaspiza watkinsi) és un ocell de la família dels tràupid (Thraupidae).

## Hàbitat i distribució
Habita zones àrides amb matolls dels Andes del nord del Perú.